# Polinomios de Bernoulli

Polinomios de Bernoulli

En matemáticas, los  polinomios de Bernoulli {\displaystyle B_{n}(x)} se definen mediante la función generatriz:
{\displaystyle {\frac {te^{xt}}{e^{t}-1}}=\sum _{n=0}^{\infty }B_{n}(x){\frac {t^{n}}{n!}}}
Aparecen en el estudio de numerosas funciones especiales,  en particular de la función zeta de Riemann y de la función zeta de Hurwitz. Los números de Bernoulli {\displaystyle B_{n}} son los términos independientes de los polinomios correspondientes, i.e., {\displaystyle B_{n}=B_{n}(0)}. 
La identidad {\displaystyle B_{p+1}(x+1)-B_{p+1}(x)=(p+1)x^{p}\,} nos permite dar una forma cerrada de la suma
{\displaystyle \sum _{m=1}^{n}{m^{p}}=1^{p}+2^{p}+\cdots +n^{p}={\frac {B_{p+1}(n+1)-B_{p+1}(1)}{p+1}}\quad } 
Los polinomios de Bernoulli se pueden calcular a partir de la siguiente fórmula:
{\displaystyle B_{p}(x)=\sum _{m=0}^{p}(-1)^{m}{p \choose m}B_{m}\cdot x^{p-m}}

## Expresión explícita  de polinomios de menor grado
Los primeros Polinomios de Bernoulli son:
{\displaystyle B_{0}(x)=1\,}
{\displaystyle B_{1}(x)=x-{\frac {1}{2}}\,}
{\displaystyle B_{2}(x)=x^{2}-x+{\frac {1}{6}}\,}
{\displaystyle B_{3}(x)=x^{3}-{\frac {3}{2}}x^{2}+{\frac {1}{2}}x\,}
{\displaystyle B_{4}(x)=x^{4}-2x^{3}+x^{2}-{\frac {1}{30}}\,}
{\displaystyle B_{5}(x)=x^{5}-{\frac {5}{2}}x^{4}+{\frac {5}{3}}x^{3}-{\frac {1}{6}}x\,}
{\displaystyle B_{6}(x)=x^{6}-3x^{5}+{\frac {5}{2}}x^{4}-{\frac {1}{2}}x^{2}+{\frac {1}{42}}\,} .
{\displaystyle B_{7}(x)=x^{7}-{\frac {7}{2}}x^{6}+{\frac {7}{2}}x^{5}-{\frac {7}{6}}x^{3}+{\frac {1}{6}}x\,} .
{\displaystyle B_{8}(x)=x^{8}-4x^{7}+{\frac {14}{3}}x^{6}-{\frac {7}{3}}x^{4}+{\frac {2}{3}}x^{2}-{\frac {1}{30}}\,} .
{\displaystyle B_{9}(x)=x^{9}-{\frac {9}{2}}x^{8}+6x^{7}-{\frac {21}{5}}x^{5}+2x^{3}-{\frac {3}{10}}x\,} .

## Recurrencia Integral
En,  se deduce y demuestra que los polinomios de Bernoulli se pueden obtener mediante la siguiente recurrencia integral
{\displaystyle B_{m}(x)=m\int _{0}^{x}B_{m-1}(t)dt-m\int _{0}^{1}\int _{0}^{t}B_{m-1}(s)dsdt.}